# 문정고등학교
문정고등학교(文井高等學校)는 대한민국 서울특별시 송파구 문정동에 위치한 공립 고등학교이다.

## 학교 연혁
- 2007년 11월 1일 : 설립 인가(36학급)
- 2008년 3월 1일 : 초대 주윤수 교장 취임
- 2008년 3월 3일 : 제1회 입학식(432명 11학급)
- 2011년 2월 7일 : 제1회 졸업식(434명 11학급)
- 2020년 9월 1일 : 제5대 성철 교장 취임
- 2022년 2월 10일 : 제12회 졸업식(255명 9학급)
- 2022년 3월 2일 : 제15회 입학식(209명 9학급)

## 참고 자료
- 문정고등학교 - 한국교육학술정보원 학교알리미